# NGC 5996
NGC 5996 é uma galáxia espiral (Sc) localizada na direcção da constelação de Serpens. Possui uma declinação de +17° 53' 02" e uma ascensão recta de 15 horas, 46 minutos e 58,9 segundos.
A galáxia NGC 5996 foi descoberta em 21 de Março de 1784 por William Herschel.